# Calcodes alexandrae
Calcodes alexandrae là một loài bọ cánh cứng trong họ Lucanidae. Loài này được Ipsen mô tả khoa học năm 1999.